# Christian Salomon Zeidler
Christian Salomon Zeidler (* 13. November 1687 in Annaberg; † 15. Februar 1754 in Johanngeorgenstadt) war ein sächsischer Bergmeister und Markscheider.
Der Sohn des in Annaberg im Erzgebirge als Notar tätigen späteren Bergmeisters Paul Christoph Zeidler war ab 1711 zunächst als Hüttenschreiber und Markscheider tätig, bevor er 1714/18 Vizebergmeister in der sächsischen Bergstadt Johanngeorgenstadt wurde. 1729 übernahm er dann als Bergmeister die Leitung des dortigen Bergamtes.
An der Mauer des Friedhofes in Johanngeorgenstadt hat sich bis heute das Grabmal der Familie Zeidler in stark verwittertem Zustand erhalten.

## Werke
- Den edlen [...] Berg-Bau wolte [...] bey dem [...] Erbvermessen der Silber-Gruben Catharina aufm Fasten-Berg in Johann Georgen Stadt [...] ausmessen, Fulda 1714